# 投機
投機（とうき）とは、不確実だが当たれば利益の大きい事をねらってする行為。例としてある「資産」の価格の動きを予測し、上がるか下がるかに賭けた売買を行うゼロサムゲームがある。得した金額分だけ、必ず誰かが同額の損をしている仕組みになっている。付加価値を生み出す資産の動きを予想し、プラスサム・ゲームである投資とは異なるとされている。マネーゲーム（money game）の一種とも言われ、ギャンブルに含まれる場合がある。

## 概要
商取引可能な物であれば、全て投機の対象となる可能性がある。特に株式、商品、不動産、通貨、債券、仮想通貨、高級車、貴金属、絵画、宝石、腕時計、アニメ・ゲームなどのトレーディングカード、などは、一定規模の市場（マーケット）があり、人々の間で広く投機の対象となることがある。
貨幣経済が発達する前には、穀物や貴金属が投機の対象となっていた。日本では長い間、米を経済の基本単位としたことから、流通量が少なく相場が上昇する飢饉の年には売り惜しみや買い占めを招き、主食たる米の小売価格が高騰するだけではなく、農家は自ら口にする米や種籾すら手元に残せず餓死するケースすらあった。
また江戸時代にすでに、豊作の年に空売りによる相場操縦で市況を悪化させ、これを理由に所払いになる商人なども現れた。
元禄10年（1697年）に大阪・堂島米会所が、その後全国各地に取引所が開設され、明治・大正期の米穀取引所に引き継がれて活発に取引がなされた。
大正7年（1918年）7月に日本の富山県で起きた「米騒動」の主因は売り惜しみによる流通の不足～米価の高騰だった。
第二次世界大戦中の日本では、食糧統制の観点から食管法により公定価格が定められると、投機の対象は他の商品に移り、米相場は消滅した。
変わったところでは、16世紀オランダのチューリップ、18世紀イギリスの南海泡沫事件、日本では明治時代の万年青、ウサギ（本来は食用だが投機の対象は観賞用に品種改良されたもの）、大正・昭和初期の小鳥といった生き物まで投機の対象になったことがある。
近年でもクワガタや東洋ラン、盆栽や奇石などが投機の対象とされることがある。絵画や芸術品、競走馬などは投機の対象として著名であり、対象とされる物は枚挙にいとまが無い。
2013年の中国では、樹齢100年以上の古樹（老木）から採取されたプーアル茶が投機の対象になり、価格が高騰した。
一般には、「投機」と言う言葉は投資と対義語のように扱われ、否定的に語られる（たとえば債券関係の格付けで、元本が返済されないリスクが高い＝金利の高いものを「投機的」レベルという）。
しかし投機は投資という行為の一形態であり、両者を分けるのは主にその言語を使う者の主観によることが多い。たとえ「投機的」なものであっても、市場（マーケット）においては流動性を高める働きや、広義のリスクヘッジの機会を提供するものである。一方で銀行による資金の供給が、ことに株券や土地を担保とした場合、時に投機資金に流用されバブルなどの市場混乱を引き起こす場合もある。
一般の認識とは異なり、本来投機はリスクをより少なくする目的でおこなうものとされ、価格が暴落しているときにあえて買い向かう、高騰しているときに売り向かう行動は、中長期での平均リターンを確保するためのリスクヘッジ（危機回避）である場合が多い（先物取引の項参照）。
一方で短期的収益のみを視野において、目先の価格変動に運をまかせる側面もあり、とりわけポジション（投資額・価格帯）の取り方によってはギャンブル的でリスクを多くするだけであり、この場合ギャンブルと投機の境界は曖昧である。
投機は現物の商品・サービスの売買を対象におこなわれるが、将来の売買予約権（先物）を派生商品として取り扱う事も多く、先物取引は現物より「より投機的」であるとされる。また他人から現金や商品・株券などを借り受けて売買する（信用取引）手法などがある。

## エピソード
- 「投機」の由来は禅の仏教用語であり、師弟の2人が心機が投合することを言う。禅では、「機」とは「心のはたらき」を意味する。師匠と弟子は、自分の「機」を互いに相手の「機」に投じ合う。これが、心と心を伝え合うことの「意気投合」になった。人間の「心のはたらき」は、様々に変化していくので、その一瞬一瞬の「機」の動き・働きをパッととらえることが「投機」になった[9]。
- 古代ギリシアのタレースは、天文学の知識からオリーブの豊作を予測し圧搾機械を借り占め、収獲時期に貸し出すことで巨利を得た。これは「レンタル権」を対象としたデリバティブ（リアル・オプション）の最古の例のひとつとされる[10]。
- 金融商品取引法の定めに沿った適法なデリバティブ取引に賭博罪が適用されることはない。（刑法第35条「正当行為」）

## 関連書籍
- 「期待と投機の経済分析－「バブル」現象と為替レート 」（翁 邦雄 (著)、東洋経済新報社、1985年6月1日)
- 「究極の絵画投資 投機社会のメカニズムを読む」（中平嘉弘 著 (著)、銀河書房、1987年1月1日)

- 「相場の心を読む」（ジョージ・ソロス  (著), 深谷 淳一 (翻訳)、 講談社 、1988年11月1日)

- 「ソロス―世界経済を動かす謎の投機家」（ロバート・スレイター (著), Robert Slater (原著), 三上 義一 (翻訳)、早川書房 、1995年11月1日）
- 「投機の円安 実需の円高 」（リチャード・クー  (著)、 東洋経済新報社、1996年1月1日)

- 「ジョージ・ソロス」（ジョージ ソロス  (著), George Soros (原著)、テレコムスタッフ、七賢出版、1996年3月1日)

- 「アジア通貨危機の経済学」（近藤 健彦 (著), 林 康史 (著), 中島 精也 (著)、東洋経済新報社、1998年8月1日)
- 「円と元から見るアジア通貨危機 」（関 志雄 (著)、岩波書店、1998年8月28日)
- 「グローバル資本主義の危機: 開かれた社会を求めて」（ジョージ・ソロス  (著), 大原 進 (翻訳)、日経BPマーケティング、日本経済新聞出版、1999年1月1日）
- 「アジア通貨危機 - 香港からの報告 」（大西 義久  (著)、日本経済新聞出版、1999年12月1日）
- 「バブルの歴史 チューリップ恐慌からインターネット投機へ」（エドワード・チャンセラー（著）、山岡洋一（訳）、日経BP、2000年4月10日）
- 「投機的時代の研究―マネーサバイバルを生き抜く大逆転の発想」 - （松藤 民輔  (著)、PHP研究所、2000年5月1日)
- 「ヘッジファンド&リスク - 投資のプロたちの『ネタ本』を盗め! 」（ウィリアム・J. クレレンド  (著), 三木 茂 (監修)、日本短波放送、2000年5月1日)
- 「チューリップ・バブル - 人間を狂わせた花の物語 (文春文庫)」 （マイク ダッシュ (著), Mike Dash (原著), 明石 三世 (翻訳)、文藝春秋、2000年6月1日)

- 「投機マネー (新日本新書)」（今宮 謙二  (著)、新日本出版社 、2000年11月1日)

- 「投機バブル 根拠なき熱狂―アメリカ株式市場、暴落の必然 」 – （ロバート・J. シラー  (著), Robert J. Shiller (原著), 植草 一秀  (翻訳), ダイヤモンド社、2001年1月1日）
- 「 アジア通貨危機と金融危機から学ぶ」（国宗 浩三（著）、日本貿易振興会アジア経済研究所、2001年6月1日)
- 「アジア金融危機とマクロ経済政策」（吉野直行 (著)、慶應義塾大学出版会、2004年06月30）
- 「マネーの公理」（マックス ギュンター  (著), 林 康史 (翻訳), 石川 由美子 (翻訳) 、日経BP、2005年12月26日)
- 「知られていない! 原油価格高騰の謎」（芥田 知至  (著)、技術評論社 、2006年4月11日)

- 「投機学入門 - 不滅の相場常勝哲学 」(講談社＋α文庫)  （山崎 和邦  (著)、講談社、2007年4月20日)

- 「リバモア流投機術（ PanRolling  Library ）」（ジェシー・ローリストン・ リバモア  (著), 長尾 慎太郎 (著)、パンローリング、2007年12月4日）
- 「ジョージ・ソロス―投資と慈善の哲学 (NHK未来への提言)」（ジョージ ソロス  (著), 山本 正  (著), George Soros (原著)、日本放送出版協会、2008年1月1日)
- 「おどる民だます国 英国南海泡沫事件顛末記 」（小林 章夫  (著)、千倉書房、2008年12月10日)

- 「ソロスは警告する 超バブル崩壊=悪夢のシナリオ 」（ジョージ・ソロス  (著), 徳川 家広 (翻訳), 松藤 民輔 (解説、講談社、2008年9月2日）
- 「実録世界金融危機（日経ビジネス人文庫）」（日本経済新聞社（編）、日経BPマーケティング、日本経済新聞出版、2009年3月1日)
- 「管理通貨と現代資本主義―インフレーションと投機の経済学」（金谷 義弘  (著)、文理閣、2009年12月1日)
- 「検証 米国農業革命と大投機相場―バイオ燃料ブームの向こう側で何が起きたのか!? 」（増田 篤 (著)、時事通信出版局 、2010年5月1日)
- 「ソロスの講義録 資本主義の呪縛を超えて」（ジョージ・ソロス  (著), 徳川 家広 (翻訳)、講談社、2010年6月16日)
- 「ジョージ・ソロス伝」（越智道雄 (著)、 ビジネス社、2012年2月23日)
- 「世界経済と為替投機」（張 韓模 (著)、学文社、2012年8月1日)
- 「「世界金融危機」のカラクリ (PHPビジネス新書)」 （吉本 佳生  (著)、PHP研究所、2012年11月17日)
- 「世紀の空売り 世界経済の破綻に賭けた男たち (文春文庫) 」（マイケル・ルイス  (著), 東江一紀 (翻訳)、文藝春秋、2013年3月10日)
- 「狂気とバブル」(チャールズ・マッケイ（著）、塩野未佳（訳）,パンローリング株式会社、2013年11月1日)
- 「ウォール街のアルゴリズム戦争 」（スコット・パタースン(Scott Patterson) (著), 永野 直美 (翻訳) 日経BP、2015年10月29日)
- 「巨大アートビジネスの裏側  誰がムンクの「叫び」を96億円で落札したのか」（石坂 泰章 (著)、文藝春秋、2016年5月20日)
- 「投機は経済を安定させるのか？: ケインズ『雇用・利子および貨幣の一般理論』を読み直す (いま読む!名著)」（伊藤 宣広 (著)、現代書館、2016年8月22日)
- 「新訳 バブルの歴史  ー 最後に来た者は悪魔の餌食」（エドワード・チャンセラー (著) 、パンローリング株式会社 、2018年6月16日)
- 「天才数学者、ラスベガスとウォール街を制す(上) ・(下)  偶然を支配した男のギャンブルと投資の戦略 」（エドワード・O・ソープ (著)、望月 衛 (翻訳)、ダイヤモンド社、2019年4月4日)
- 「世紀の大博打 仮想通貨に賭けた怪人たち」（ベン・メズリック  (著)、上野 元美 (翻訳)  、文藝春秋、2020年7月29日)
- 「美術の経済  “名画"を生み出すお金の話 (できるビジネスシリーズ) 」 (小川敦生 (著)、インプレス、 2020年10月22日)
- 「フラッシュ・クラッシュ Flash Crash たった一人で世界株式市場を暴落させた男 」（リアム・ヴォーン (著), 岡村 桂 (著) 、 KADOKAWA、2020年11月27日)

- 「ウォール・ストリート・ストーリーズ ―投機家たちのオンリーイエスタデー 」 - (エドウィン・ルフェーブル (著), 田中陸 (翻訳)、パンローリング、2021年3月17日)
- 「教養としての金融危機（講談社現代新書)」（宮崎 成人(著)、講談社、2022年1月19日）
- 「経済危機の世界史―あの時“お金”はどう動いたのか？」（大村 大次郎（著）、清談社Publico、2022年8月24日)
- 「投機とはアートであり、人生そのもの」（ディクソン・Ｄ・ワッツ (著), 西田隼人 (翻訳)、パンローリング株式会社、2022年9月15日)